# Mark Campbell
Mark Mitchell Campbell född 1897 död 1963, var en amerikansk flygpionmjär, stuntpilot och senare direktör Lockheed.
Campbell soloflög första gången 17 oktober 1915, han anställdes av flygpionjären Glenn Curtiss till Curtiss Co i Buffalo, New York. Under första världskriget var han civilanställd flyglärare vid arméns flygskola vid Great Lakes Training center och Monterey, Kalifornien. Han blev erbjuden en fast anställning inom militären men avböjde eftersom han tjänade mer pengar vid Curtiss och som pilot vid filminspelningar. Han genomförde flera flyguppvisningar tillsammans med Frank Clarke. Han konstruerade och tillverkade monoflygplanet Golden Eagle som användes 1920 vid världsrekordflygningen i damernas distansflygning.
Han arbetade i Lockheeds styrelse 1934-1960, och var en av grundarna av Silver Wings Fraternity i Kalifornien. Hans son Mark Mitchell Campbell jr. deltog i arbetet med konstruktionen av Space Shuttle.